# Mîkolaiivka, Oleksandrivka
Mîkolaiivka (în ucraineană Миколаївка) este un sat în comuna Rozumivka din raionul Oleksandrivka, regiunea Kirovohrad, Ucraina.

## Demografie
Componența lingvistică a localității Mîkolaiivka
     Ucraineană (96,83%)
     Rusă (3,17%)
Conform recensământului din 2001, majoritatea populației localității Mîkolaiivka era vorbitoare de ucraineană (96,83%), existând în minoritate și vorbitori de rusă (3,17%).